# The Man Who Sold the World
The Man Who Sold the World é o terceiro álbum de estúdio do músico britânico David Bowie. Foi originalmente lançado nos Estados Unidos pela Mercury Records em novembro de 1970, e em abril de 1971 no Reino Unido. O álbum foi o primeiro de Bowie com o núcleo que viria a ser "The Spiders from Mars", a banda de apoio que se tornou famosa por The Rise and Fall of Ziggy Stardust and the Spiders from Mars em 1972. Apesar do autor David Buckley ter descrito o álbum anterior de Bowie, Space Oddity, como "o primeiro verdadeiro álbum de Bowie", os críticos da NME Roy Carr e Charles Shaar Murray disseram de The Man Who Sold the World, "é onde a história realmente começa". Deixando a folk music do segundo álbum de Bowie, The Man Who Sold the World é um disco de hard rock e heavy metal. Afirma-se também que o lançamento deste álbum marca o nascimento do glam rock.

## Antecedentes
O single "Space Oddity" foi lançado em julho de 1969, trazendo sucesso comercial e atenção a David Bowie. No entanto, seu álbum principal, David Bowie (Space Oddity), lançado mais tarde naquele ano, não foi tão bem-sucedido, em parte porque a Philips Records falhou em promovê-lo de forma eficiente. Em 1970, a atenção que Bowie havia recebido de "Space Oddity" havia diminuído e seu single seguinte, "The Prettiest Star", não conseguiu entrar nas paradas. Percebendo que seu potencial como artista solo estava diminuindo, Bowie decidiu formar uma banda com o baixista Tony Visconti, que já havia trabalhado com Bowie em Space Oddity, e o baterista John Cambridge. Autointitulado Hype, o grupo ainda precisava de um guitarrista.

Ele estava bastante aberto à direção e, de certa forma, executou o que eu queria muito mais do que a maioria dos outros bateristas com os quais trabalhei.

—David Bowie sobre Mick Woodmansey, 1994
Em 2 de fevereiro de 1970, Bowie conheceu o guitarrista Mick Ronson após uma apresentação no Marquee Club em Londres. Os dois se conectaram imediatamente e concordaram em trabalhar juntos. Após o encontro deles, Ronson se juntou ao Hype. Para as performances do grupo, os membros vestiam trajes extravagantes semelhantes aos de super-heróis. Bowie interrompeu as apresentações do Hype no final de março de 1970 para poder se concentrar na gravação e composição de músicas, bem como resolver disputas de gerenciamento com seu empresário Kenneth Pitt. A nova versão single da faixa Space Oddity "Memory of a Free Festival" e uma tentativa inicial de "The Supermen" foram gravadas durante esse período.
Cambridge foi demitido do Hype no final de março, com um novo baterista, Mick "Woody" Woodmansey, se juntando ao grupo por sugestão de Ronson. De acordo com o biógrafo Kevin Cann, Cambridge foi demitido por Bowie, mas de acordo com o biógrafo Nicholas Pegg, Visconti lembrou que a demissão foi um pedido de Ronson. Em sua primeira impressão de Bowie, Woodmansey disse em 2015: "Esse cara estava vivendo e respirando como uma estrela do rock." Em abril de 1970, os quatro membros do Hype estavam morando em Haddon Hall, Beckenham, uma mansão eduardiana convertida em um bloco de apartamentos que foi descrita por um visitante como tendo a ambientação "da sala de estar do Conde Drácula". Ronson e Visconti montaram um estúdio improvisado sob a grande escadaria em Haddon Hall; Bowie gravou muitas de suas demos do início dos anos 1970 lá. Visconti se incomodava com a vida de casado de Bowie, durante a gravação de The Man Who Sold the World, mas ainda assim ele avalia o álbum como seu melhor trabalho com Bowie até Scary Monsters (and Super Creeps).

## Gravação
A gravação de The Man Who Sold the World começou em 17 de abril de 1970 nos Advision Studios em Londres, com o grupo começando a trabalhar em "All the Madmen". No dia seguinte, Ralph Mace foi contratado para tocar o sintetizador Moog, emprestado de George Harrison, após seu trabalho na versão single de "Memory of a Free Festival". Na época, Mace era um pianista de concerto de 40 anos, que também chefiava o departamento de música clássica na Mercury Records. Durante esse período, Bowie encerrou seu contrato com Pitt e conheceu Tony Defries, seu futuro empresário, que ajudou Bowie na rescisão. A gravação mudou-se para os Trident Studios em Londres, em 21 de abril, e continuou lá pelo resto de abril até meados de maio. Em 4 de maio, a banda gravou "Running Gun Blues" e "Saviour Machine", esta última era originalmente o título de trabalho de "The Man Who Sold the World", antes de Bowie retrabalhar a canção em uma melodia diferente para formar a versão final de "Saviour Machine". A gravação e mixagem retornaram para o Advision em 12 de maio e foram concluídas dez dias depois. Bowie gravou sua voz para a faixa-título no último dia.
Como Bowie estava ocupado com sua nova esposa Angie na época, bem como seus problemas de gerenciamento, a música foi amplamente arranjada por Ronson e Visconti. Ronson usou as sessões para aprender muitas técnicas de produção e arranjo com Visconti. Embora Bowie seja oficialmente creditado como o compositor de toda a música em The Man Who Sold the World, o autor Peter Doggett citou Visconti dizendo que "as músicas foram escritas por todos nós quatro. Nós improvisávamos em um porão, e Bowie apenas dizia se gostava ou não." Na narrativa de Doggett, "A banda (às vezes com Bowie contribuindo com guitarra, às vezes não) gravaria uma faixa instrumental, que poderia ou não ser baseada em uma ideia original de Bowie. Então, no último momento possível, Bowie se desenrolaria relutantemente do sofá em que estava deitado com sua esposa e escreveria uma série de letras." Por outro lado, Bowie foi citado em uma entrevista de 1998 dizendo: "Eu realmente me oponho à ideia de que não escrevi as músicas em The Man Who Sold the World. Você só precisa verificar as mudanças de acordes. Ninguém escreve mudanças de acordes assim." "The Width of a Circle" e "The Supermen", por exemplo, já existiam antes do início das sessões.

## Música e letras
Muito de The Man Who Sold the World tinha um distinto tom de heavy metal que o distingue dos outros trabalhos de Bowie. O disco é comparado a obras contemporâneas como as do Led Zeppelin e do Black Sabbath. O crítico musical Greg Kot diz que o álbum marca uma mudança de direção de Bowie, rumo ao hard rock. O disco também contém alguns inusitados rodeios musicais, como o uso, na faixa-título, de ritmos latinos para manter a melodia. O peso sonoro do álbum complementa o seu assunto, que inclui insanidade ("All the Madmen"), assassinos frios e comentários sobre a Guerra do Vietnã ("Running Gun Blues"), um computador onisciente ("Saviour Machine"), e mitos lovecraftianos ("The Supermen"). A canção "She Shook Me Cold" é a explicação de um encontro  heterossexual. O álbum também é visto como reflexo da influência de figuras como Aleister Crowley, Franz Kafka e Friedrich Nietzsche. "All the Madmen" fez uso de vocais com variação de velocidade, que Bowie havia usado pela primeira vez - embora apenas para efeito cômico - em "The Laughing Gnome" em 1967. Bowie afirmou que a música foi escrita para e sobre seu meio-irmão, Terry Burns, que tinha esquizofrenia e era paciente do Hospital Cane Hill (mostrado na capa original do ábum nos EUA) até seu suicídio em 1985. As letras incluem referências à lobotomia, ao tranquilizante Librium e à eletroconvulsoterapia.

## Arte de capa
A edição americana original de 1970 de The Man Who Sold the World utilizou um desenho de estilo cartoon feito por Michael J. Weller, amigo de Bowie, com um cowboy na frente do hospício Cane Hill. A primeira capa britânica, na qual Bowie é visto deitado com um "vestido masculino" Mr Fish, foi um indício prévio do seu interesse por explorar uma aparência andrógena. O vestido foi feito pelo estilista Michael Fish, e Bowie também o usou em fevereiro de 1971, na sua primeira turnê pelos Estados Unidos, onde ele o vestiu durante entrevistas, apesar do fato de os americanos não saberem da capa britânica (na época ainda não lançada). Foi dito que "os cachos loiros branqueados, caindo além do nível dos ombros" de Bowie, foram inspirados em uma pintura pré-rafaelita de Dante Gabriel Rossetti. A edição alemã, de 1971, apresenta uma criatura alada e híbrida, com a cabeça de Bowie e uma mão como corpo, preparada para dar uma pancada na Terra. A reedição mundial de 1972 da RCA usou uma foto preto-e-branco de Ziggy Stardust na capa. Essa imagem permaneceu como arte de capa em reedições até 1990, quando a edição Rykodisc trouxe de volta a capa britância original (com o vestido), que também está na remasterização de 1999 da EMI.

## Singles
Originalmente, imaginava-se que na época nenhuma das faixas fora lançada como single para o público, porém uma versão promocional de "All the Madmen" foi editada nos EUA em 1971. Algumas cópias aparentemente foram feitas com "Janine" (do álbum anterior) como o lado B do single "All the Madmen" (Mercury 73173). A mesma canção apareceu na Europa Oriental, em 1973, assim como "The Width of a Circle". "Black Country Rock" foi lançada como lado B de "Holy Holy" no Reino Unido em janeiro de 1971, pouco antes do álbum. A faixa-título apareceu como lado B do single americano "Space Oddity" em 1972 e do single "Life on Mars?" no Reino Unido, em 1973. A canção também proporcionou um hit improvável para a cantora escocesa Lulu (produzido por Bowie e Ronson) e, ao longo dos anos, muitas versões foram feitas por diferentes artistas, incluindo Richard Barone em 1987, e Nirvana em 1993, com uma versão de "The Man Who Sold the World" para o Unplugged in New York.

## Recepção e legado
The Man Who Sold the World foi, no geral, mais bem-sucedido comercialmente e em críticas nos EUA do que no Reino Unido no seu lançamento original de 1970/1971. Os periódicos de música Melody Maker e NME o consideraram "surpreendentemente excelente" e "particularmente histérico", respectivamente. John Mendelsohn, da Rolling Stone, chamou o álbum de "uniformemente excelente" e comentou que o "uso de eco, transições, e outras técnicas na voz de Bowie" feitas pelo produtor Tony Visconti "servem para reforçar a irregularidade das palavras e da música de Bowie", que ele interpretava como "imagens oblíquas e fragmentadas que, separadas, são quase impenetráveis, mas que, quando vistas em conjunto, conduzem com efeito a um sentido irônico e amargo do mundo". As vendas, na época, não foram suficientes para alcançar os charts em ambos os países, mas o álbum, com seu relançamento em 1972, chegou ao n° 26 no Reino Unido e ao 105 nos EUA, na época de grande avanço na carreira de Bowie, com The Rise and Fall of Ziggy Stardust and the Spiders from Mars.
O álbum foi citado como influência dos elementos de goth rock, darkwave e ficção científica para o trabalho de artistas como Siouxsie and the Banshees, The Cure, Gary Numan, John Foxx e Nine Inch Nails. Em seu diário, Kurt Cobain, do Nirvana, listou o álbum com o número 45 dos seus 50 discos favoritos. Diz-se que o glam rock teve seu início com o lançamento do álbum, porém também atribui-se à participação de Marc Bolan no program britânico Top of the Pops em dezembro de 1970 (usando Glitter). Ele tocou aquilo que seria seu primeiro single no Reino Unido usando o nome T. Rex, "Ride a Swan", que atingiu o n°2 nas listas britânicas.
Numa resenha em retrospectiva para a Allmusic, o editor sênior Stephen Thomas Erlewine citou The Man Who Sold the World como "o início do período clássico de David Bowie" e elogiou o "pesado rock de guitarra, firme e retorcido, que, superficialmente, parece simples, mas que soa mais deformado a cada vez que se escuta". Erlewine via a música do álbum e "os futurísticos contos paranoicos" de Bowie como "bizarros", acrescentando que "musicalmente, não há muita inovação... é quase tudo hard blues-rock ou folk-rock psicodélico - mas há um tom perturbante na atuação da banda, o que faz do disco um dos melhores álbuns de Bowie". Numa resenha da reedição do álbum, a Q o chamou de "um caso robusto, sexualmente carregado", enquanto a Mojo escreveu, "músicas robustas que giram com uma desorientação estonteante... o arsenal de Bowie estava sendo apressadamente montado, mas nunca mais teve uma impulsividade tão arrepiante".

## Faixas
Todas as faixas escritas e compostas por David Bowie. 
| Lado A |                         |         |  |
| N.º    | Título                  | Duração |  |
| 1.     | "The Width of a Circle" | 8:05    |  |
| 2.     | "All the Madmen"        | 5:38    |  |
| 3.     | "Black Country Rock"    | 3:32    |  |
| 4.     | "After All"             | 3:52    |  |

| Lado B |                              |         |  |
| N.º    | Título                       | Duração |  |
| 5.     | "Running Gun Blues"          | 3:11    |  |
| 6.     | "Saviour Machine"            | 4:25    |  |
| 7.     | "She Shook Me Cold"          | 4:13    |  |
| 8.     | "The Man Who Sold the World" | 3:55    |  |
| 9.     | "The Supermen"               | 3:38    |  |

## Créditos
Adaptado a partir das notas do encarte de The Man Who Sold the World.
- David Bowie – vocais, guitarra
- Mick Ronson – guitarra
- Tony Visconti – baixo, piano, guitarra
- Mick Woodmansey – bateria
- Ralph Mace – sintetizador Moog

Técnico
- Tony Visconti – produtor
- Ken Scott – engenheiro de áudio